# Joan Stafford-King-Harman
(Cecily) Joan Stafford-King-Harman  (7 de marzo de 1918 – 12 de julio de 2018) fue un miembro de la alta sociedad inglesa y una de las primeras mujeres en trabajar para el MI6.

## Trayectoria
Hija de Sir Cecil Stafford-King-Harman, 2º Barón de Rockingham en el condado de Roscommon, Irlanda, y de su esposa, la ex Sarah Beatrice Acland, "salió" a la sociedad londinense como debutante en 1935. Durante la década de 1930, visitó Alemania y quedó impresionada con Adolf Hitler. En el momento de su muerte, era una de las últimas personas vivas que había conocido a Hitler en persona. Después de haber sido voluntaria para el servicio Air Raid Precautions (ARP) sobre ataques aéreos al comienzo de la Segunda Guerra Mundial en 1939, fue reclutada para el MI6 por el Almirante John Godfrey, principalmente por su conocimiento de la lengua alemana, y trabajó junto al espía británico Kim Philby. El departamento se trasladó a Bletchley Park, donde también conoció al futuro autor Ian Fleming.
En 1943, se casó con el capitán George Dennehy de la Guardia Irlandesa, que más tarde se convirtió en abogado. Murió en 1990. En su primer matrimonio tuvo cuatro hijas: Rosemary, Sarah, Mary y Caroline. En el momento de su muerte tenía 16 nietos y 32 bisnietos. Su segundo marido, con el que se casó en 1997, fue el juez Sir Robin Dunn, a quien conocía desde la infancia, que tenía tres hijos de su primer matrimonio. Sir Robin murió en 2014. Lady Dunn pasó sus últimos años como residente en la residencia de Maesbrook, Meole Brace en Shrewsbury.